# Buhulien
Buhulien (/by.ljɛ̃/) est une ancienne commune française du département des Côtes-d'Armor en région Bretagne désormais rattachée à celle de Lannion.

## Géographie
Buhulien se situe dans le pays historique du Trégor, pays le plus à l’Ouest du département des Côtes-d'Armor, dans la région Bretagne, en France.

### Localisation
| Lannion   | Brélévenez | Rospez              |
| Ploubezre | Buhulien   | Rospez              |
| Ploubezre | Tonquédec  | Caouënnec-Lanvézéac |

### Géologie
La superficie de l’ancienne commune était de 869 hectares, son « territoire est peu étendu, fertile en grains de toute espèce, et bien labouré par les habitants, qui passent pour bons cultivateurs ».
Son sous-sol est composé de schiste et de granit dans le Sud.

### Hydrographie
Les frontières naturelles de la commune suivaient au Nord le ruisseau du Pen Ar Biez au Sud-Ouest le Léguer et au Sud-Est le Guindy.
En 1850, elle comptait encore quatre moulins à eau : les moulins du Duc, de Kerivon, de Buhulien, une papeterie.
La papeterie du moulin de Buhulien apparaît au début du XIXe puis sera converti en minoterie, en teillage de lin et enfin en tannerie à la fin du siècle
.

## Toponymie
Le nom Buhulien est attesté sous cette forme depuis le XVe siècle (voire Buhulyen au début du XVe). Le terme proviendrait du vieux-breton buel « troupeau de bétail » avec le suffixe -ien marquant le pluriel. En breton la commune est toujours désignée par le nom Bulien.

## Histoire
Buhulien apparaît comme une paroisse à partir du XVe siècle et proviendrait d'un redécoupage de celle de Rospez.
Jean-Baptiste Ogée, ingénieur géographe de la province, écrit en 1778 à propos de Buhulien :

« Cette paroisse, dont la cure est à l'Ordinaire, relève du roi et compte 700 communiants. La maison de la Porte-Verte est une des plus anciennes de Bretagne ; elle se nommait d'abord Pont-Spiritum. Les seigneurs de Lannion tirent leur origine des premiers seigneurs de cette maison. L'un d'eux épousa, vers 1350, Marguerite, dame et héritière du Cruguil, et porta le surnom de Lannion dans cette famille. »

### LeXXesiècle

#### Les guerres duXXesiècle
Le monument aux Morts porte les noms de 46 soldats morts pour la Patrie :
- 38 sont morts durant la Première Guerre mondiale.
- 7 sont morts durant la Seconde Guerre mondiale.
- 1 est mort durant la Guerre d'Indochine.

Le 27 avril 1961, la commune de Buhulien est rattachée à celle de Lannion sous le régime de la fusion simple.

## Administration
La commune de Buhulien est créée après la révolution française, elle est alors administrée par un maire et son adjoint. Elle fait partie du canton de Lannion dans l'arrondissement du même nom.
Avant 1792, les archives et registres ne permettent pas de distinguer qui tient le rôle de maire.
La commune de Buhulien disparaît formellement lorsqu'elle fusionne avec Lannion le 27 avril 1961. Un adjoint spécial représente l'ancienne commune au sein du Conseil Municipal de Lannion lors des mandats suivants jusqu'à la fin du sectionnement électoral.

### AuXIXesiècle
| Période    | Période                  | Identité                                 | Étiquette   | Qualité |
| ---------- | ------------------------ | ---------------------------------------- | ----------- | --- |
| 1792       | 1793                     | Guillaume Le Gorrec (1737-1811)          |             | Cultivateur |
| 1794       | An IX                    | Jean Nicolas (1755-1810)                 |             | Cultivateur |
| An IX      | An XII                   | François Meudic (1755-1827)              |             | Cultivateur |
| An XII     | 1808                     | Jean Nicolas (1755-1810)                 |             | Cultivateur |
| 1808       | 1813                     | Guillaume Le Roux (1767-1840)            |             | Cultivateur |
| 1813       | 1850 (décès)             | François Rogon de Carcaradec (1781-1850) | Monarchiste | Propriétaire, comte Conseiller général des Côtes-du-Nord Député de 1824 à 1830 |
| 1850       | 1852                     | François Ropers (1792-1859)              |             | Cultivateur |
| 1852       | 1855                     | Yves-Marie Meudic (1821-1885)            |             | Cultivateur |
| 1855       | 1867 (décès)             | Yves-Marie Le Gac (1808-1867)            |             | Cultivateur |
| 1868       | 1871                     | Yves-Marie Meudic (1821-1885)            |             | Cultivateur |
| 1871       | 1880 (décès)             | Adolphe Rogon de Carcaradec (1804-1880)  | Monarchiste | Fils de François Rogon de Carcaradec |
| 1880       | 1896                     | Anatole Rogon de Carcaradec (1837-1896)  | Monarchiste | Fils du précédent |
| 1896       | 1897 (démission)         | Eugène Le Gac (1862-)                    |             | Vice président de la société départementale d’agriculture Adjoint au maire du Buhulien à partir du 15 mai 1892 Chevalier du mérite agricole en 1905 puis Officier en 1910 Chevalier de la légion d’honneur en 1933 |
| 1897       | 1899 (décès)             | Jean-Marie Le Roux (1841-1899)           |             | Industriel |
| 1899       | 1900                     | Auguste Le Roux (1869-)                  |             | Fils du précédent Industriel |
| 1900 (mai) | 1900 (octobre) (révoqué) | Jean-Baptiste Le Gac (1848-1922)         |             | Cultivateur |

### AuXXesiècle
| Période     | Période       | Identité                                | Étiquette   | Qualité |
| ----------- | ------------- | --------------------------------------- | ----------- | --- |
| 1900        | 1912          | Tugdual Toudic (1857-1918)              |             | Cultivateur |
| 1912        | 1944 (récusé) | Anatole Rogon de Carcaradec (1885-1961) | Monarchiste | Propriétaire, comte Conseiller Général du canton de Lannion de 1919 à 1940 Nommé conseiller départemental en 1943 |
| 1944        | 1945          | Hippolyte Le Roux (1879-1951)           |             | Fils du maire Jean-Marie Le Roux Industriel (Teilleur de lin)                                                     |
| 1945 (mars) | 1945 (juin)   | Yves Le Huërou (1902-1973)              |             | |
| 1945        | 1958          | Anatole Rogon de Carcaradec (1885-1961) | Monarchiste | |
| 1958        | 1959          | Yves Rogon de Carcaradec (1923-1963)    | Monarchiste | Fils du précédent                                                                                                 |
| 1959        | 1961          | Yves Le Faucheur (1920-2011)            |             | Cultivateur Dernier maire avant la fusion avec Lannion                                                            |

Depuis la création de la commune à la révolution jusqu'à sa fusion avec Lannion en 1961, les Carcaradec, propriétaires du Château de Kerivon et de nombreuses fermes à Buhulien se sont donc succédé à la mairie pendant 108 ans.
D'après les mémoires d'Yves Le Faucheur, le comte de Carcaradec, qui constituait ses listes avec les locataires de ses fermes, lui a proposé une place lors des élections de 1947 puis lors des élections de 1953 : il ne put refuser cette seconde fois.

Cinq ans plus tard, voulant préparer sa succession, le comte démissionna et une élection partielle fut organisée permettant l'élection de son fils Yves Rogon de Carcaradec qui devint maire jusqu'aux élections municipales de 1959. À la suite d'un incident de santé, il conduisit la liste en 1959 mais ne put continuer à exercer la charge de maire. Le Conseil Municipal désigna alors Yves Le Faucheur en tant que maire, malgré lui.
Yves Le Faucheur fut huit ans membre du Conseil Municipal de Buhulien (dont deux ans en tant que maire) puis vingt-huit ans du Conseil Municipal de Lannion jusqu'en 1989. Tout d'abord délégué à Buhulien il fut adjoint aux secteurs ruraux de 1968 jusqu'en 1977.

## Démographie
| 1793  | 1800 | 1806 | 1821  | 1831  | 1836  | 1841  | 1846  | 1851  |
| ----- | ---- | ---- | ----- | ----- | ----- | ----- | ----- | ----- |
| 1 012 | 984  | 943  | 1 009 | 1 024 | 1 097 | 1 076 | 1 124 | 1 116 |

| 1901 | 1906 | 1911 | 1921 | 1926 | 1931 | 1936 | 1946 | 1954 |
| ---- | ---- | ---- | ---- | ---- | ---- | ---- | ---- | ---- |
| 868  | 928  | 818  | 736  | 750  | 706  | 658  | 609  | 584  |

## Dans la culture
La commune de Buhulien est le lieu où se déroule le court roman fantastique La Légende du Buguel Noz  de G. Foucher. L'intrigue se déroule au moulin de Buhulien, dans le quartier de Traou Ru, dans une taverne du bourg, puis dans une maison route de Tonquédec.

## Lieux et monuments
- le château de Kerivon, inscrit au titre des monuments historiques depuis le 31 mai 1946[17] ;
- l'église Sainte-Marguerite ;
- le monument aux Morts ;
- la croix de Wazh Cloz, inscrite au titre des monuments historiques par arrêté du 22 décembre 1927[18].

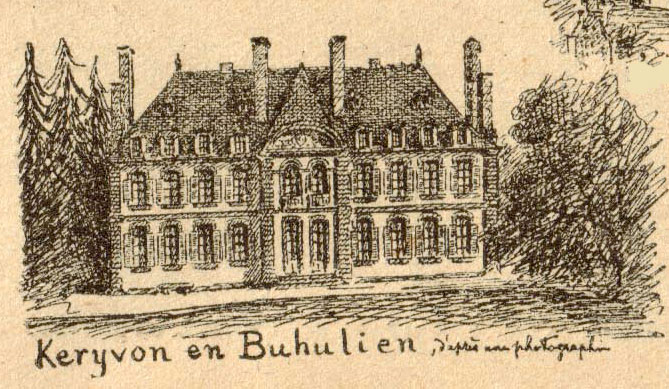
Château de Kerivon.
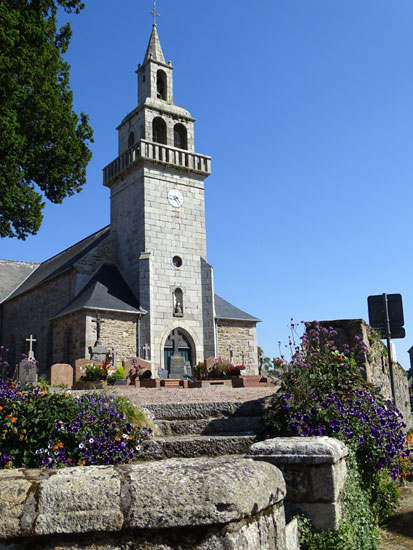
Église Sainte-Marguerite.
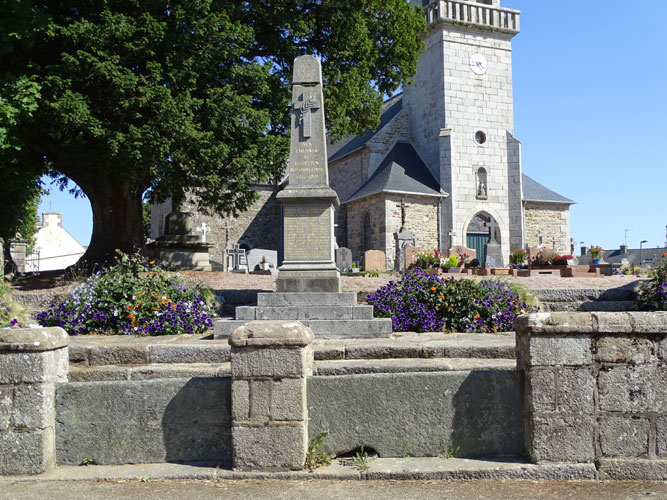
Monument aux Morts.
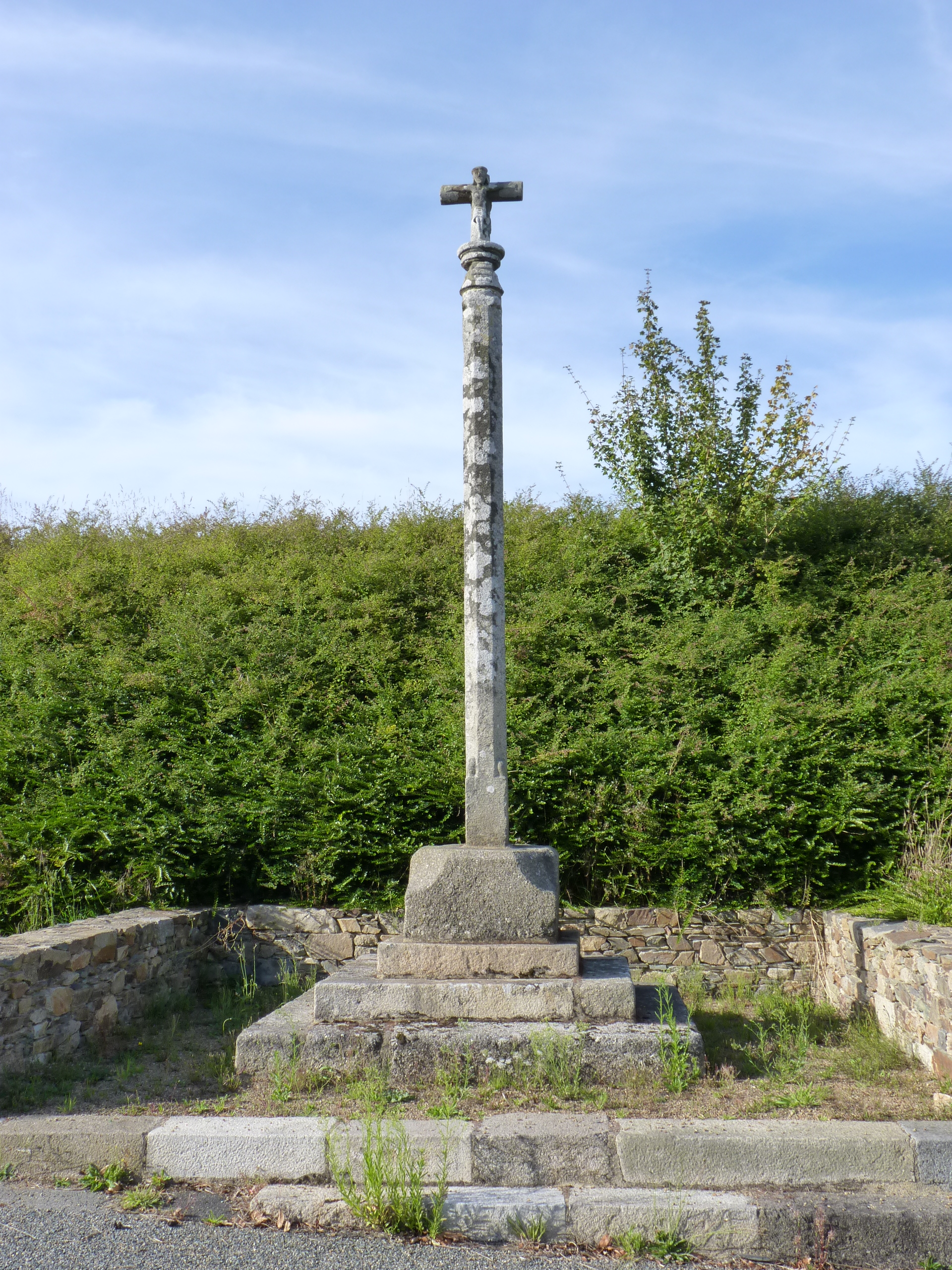
Croix de Wazh Cloz.

## Héraldique
| Blason de Buhulien | Blason  | D'or à deux pals d'azur ; à deux fasces d'argent brochant sur le tout. |
| Blason de Buhulien | Détails | Le statut officiel du blason reste à déterminer.                       |

## Personnalités liées à la commune
- Fañch Broudic (1946-), journaliste, écrivain et chercheur de langues, né dans cette commune
- Louis Joseph Marie Rogon de Carcaradec (1742-1802), général de brigade de la Révolution française, né à Buhulien
- Marsel Klerg (1912-1984), prètre français qui y a maintenu le catéchisme en breton[20].
- Maria Prat (1906-2006), écrivain de langue bretonne, née dans la commune